# Хунија (Долж)
Хунија (рум. Hunia) насеље је у Румунији у округу Долж у општини Маглавит. Oпштина се налази на надморској висини од 79 m.

## Становништво
Према подацима из 2002. године у насељу је живело 1718 становника, од којих су сви румунске националности.